# Национальный музей искусства, архитектуры и дизайна
Национа́льный музе́й иску́сства, архитекту́ры и диза́йна (норв. Nasjonalmuseet for kunst, arkitektur og design) — музей в Осло (Норвегия).
Основан 1 июля 2003 года путём объединения собраний Музея архитектуры (норв. Arkitekturmuseet), Музея прикладного искусства (норв. Kunstindustrimuseet), Музея современного искусства (норв. Museet for samtidskunst) и Национальной галереи (норв. Nasjonalgalleriet). 1 июля 2005 года Riksutstillinger (национальные выездные выставки) стал частью музея.
Три основные экспозиции размещены в зданиях Музея прикладного искусства, Музея современного искусства и Национальной галереи. В 2019 году Национальная галерея (см. фото) закрыта на реконструкцию. Открытие галереи (в новом здании) анонсировано на 2020 год.

## Национальная галерея
Основана в 1837 году. Содержит крупнейшее собрание произведений норвежского искусства, в том числе работы Эдварда Мунка, а также работы зарубежных мастеров — Пабло Пикассо, Винсента Ван Гога, Клода Моне, Анри Матисса. В музее находятся картины мастеров до 1945 года.
Галерея известна также тем, что 12 февраля 1994 года из нёе была похищена картина Э. Мунка «Крик» (1893), возвращённая полицией 7 мая 1994 года.

## Музей прикладного искусства
Основан в 1876 году. Владеет предметами декоративно-прикладного искусства, начиная с VII века (одежда, предметы быта, гобелены, керамика, изделия из серебра, мебель, королевские костюмы).

## Riksutstillinger
Выставки проводятся с 1953 года. Тогда назывались Riksgalleriet (Выездная галерея). С 1988 года сотрудничали с Музеем современного искусства и получили новое название, но с 1996 года сотрудничество прекратилось.

## Галерея

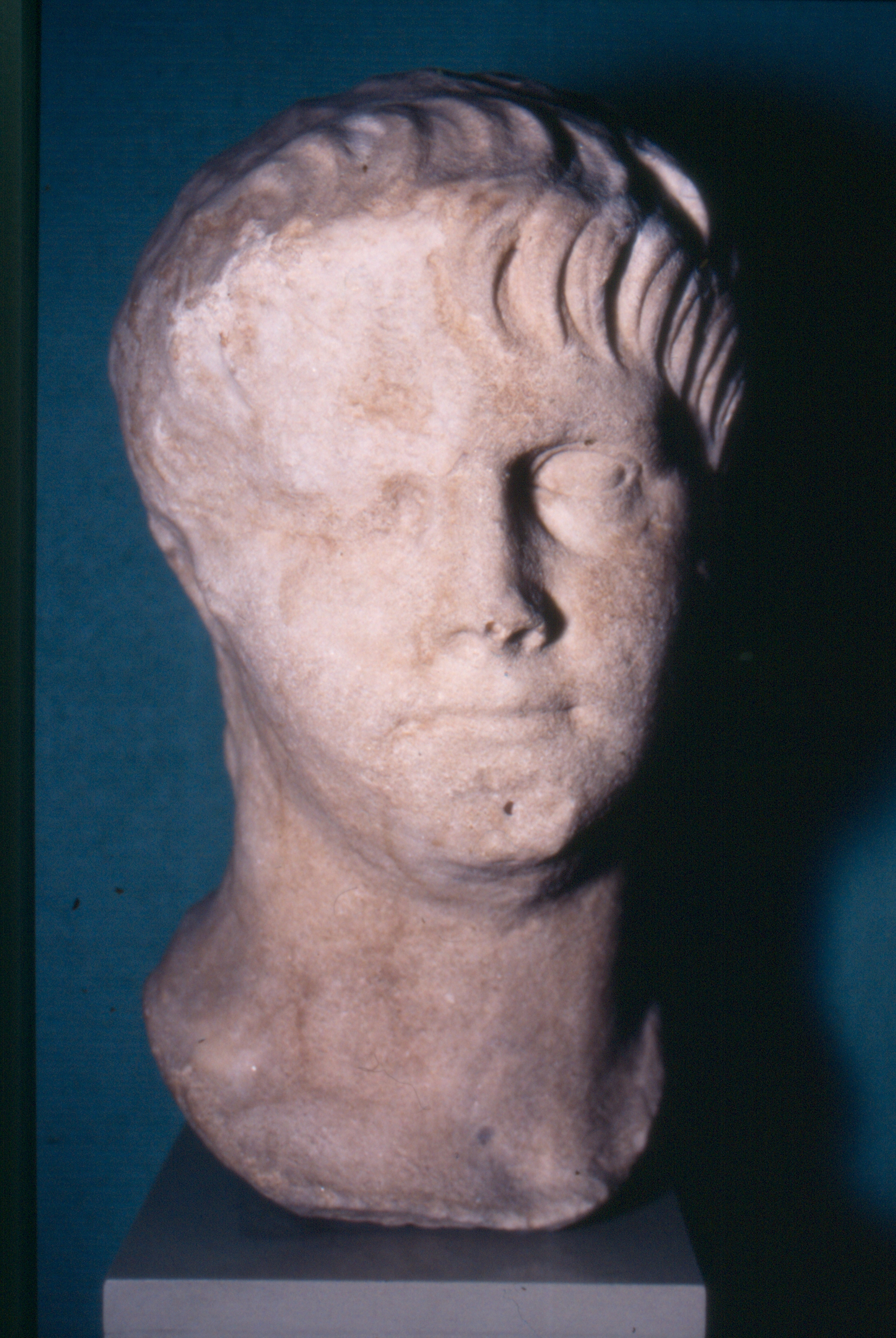
Бюст императора Нерона
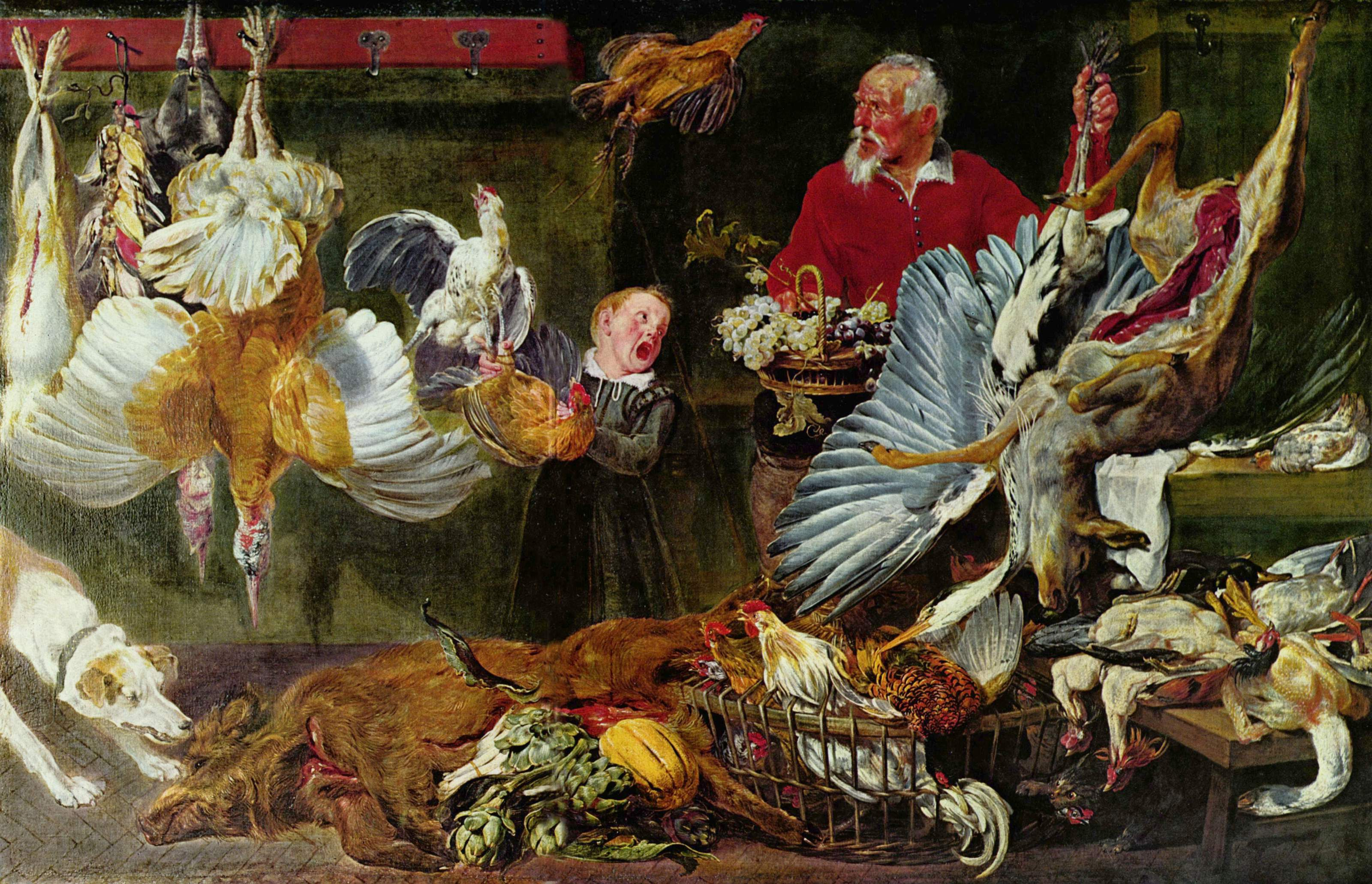
Франс Снейдерс: Торговец дичью (2 четв. XVII века)
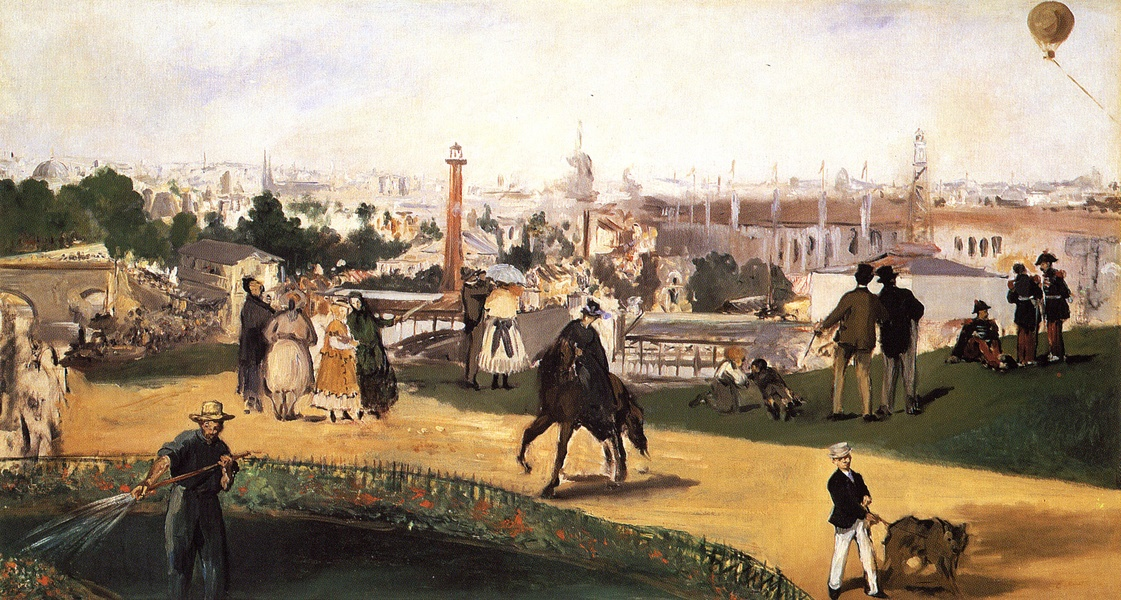
Эдуар Мане : Вид на Всемирную выставку 1867 года (1867)
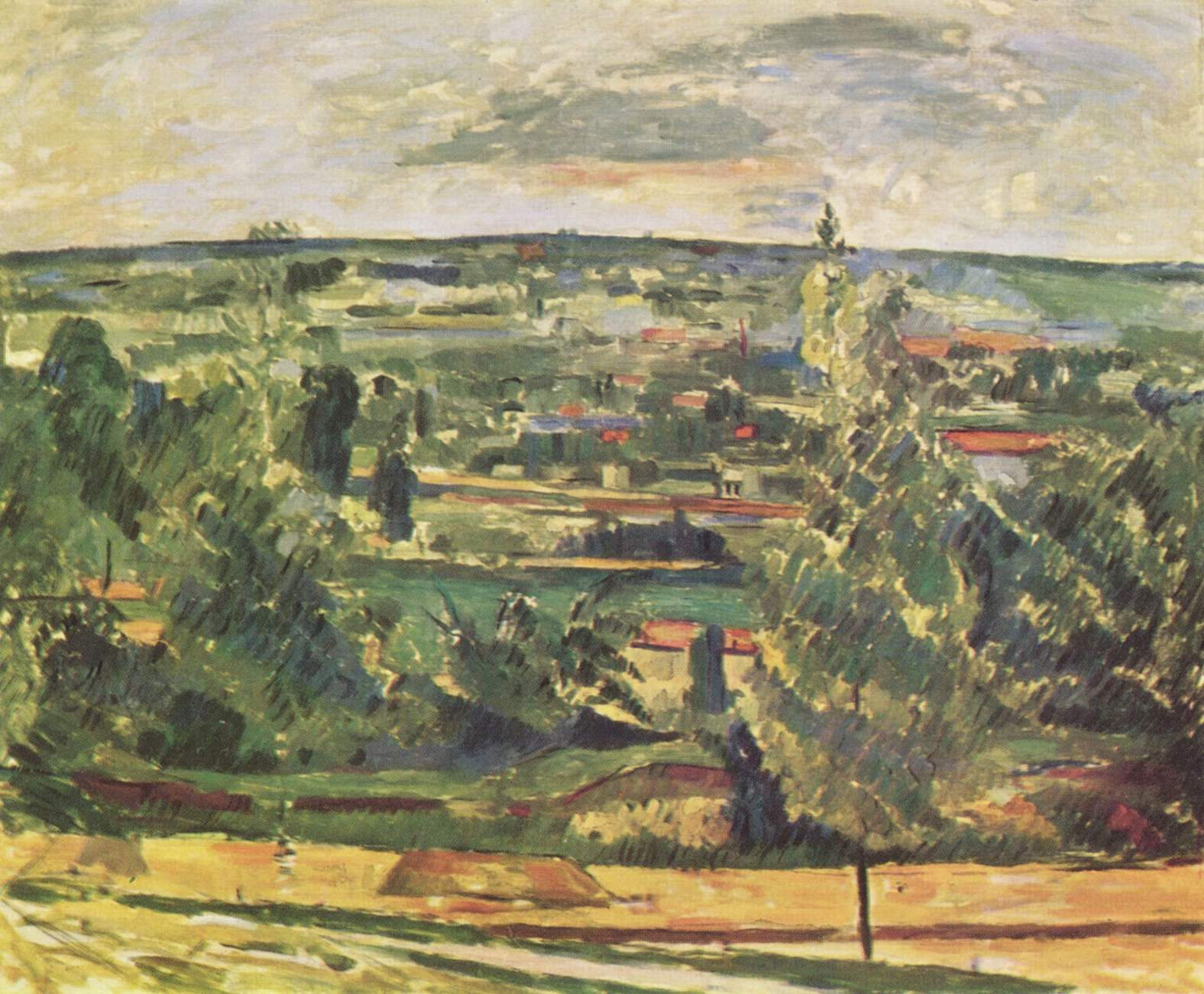
Поль Сезанн : Пейзаж в Жа де Буффан (1878—1885)